# Региони Танзаније
Танзанија је подељена у двадесет шест региона.
- Аруша - Аруша - (34,516 km²)
- Дар ес Салам - Дар ес Салам - (13,393 )
- Додома - Додома - (41,311 km²)
- Занзибар град/запад - Занзибар - (230 km²)
- Занзибар север - Мкокотони - (470 km²)
- Занзибар центар/југ - Коани - (854 km²)
- Иринга - Иринга - (58,936 km²)
- Кагера - Букоба - (39,627 km²)
- Кигома - Кигома - (45,066 km²)
- Килиманџаро - Моши - (13,309 km²)
- Линди - Линди - (66,046 km²)
- Мањара - Бабати - (47,913 km²)
- Мара - Мусома - (30,158 km²)
- Мбеја - Мбеја - (62,420 km²)
- Мванза - Мванза - (30,548 km²)
- Морогоро - Морогоро - (70,799 km²)
- Мтвара - Мтвара - (16,707 km²)
- Пвани - Кибахи - (32,407 km²)
- Пемба југ - Мкоани - (332 km²)
- Пемба север - Вете - (574 km²)
- Рувума - Сонгеа - (67,372 km²)
- Руква - Сумбаванга - (75,240 km²)
- Сингида - Сингида - (49,341 km²)
- Табора - Табора - (76,151 km²)
- Танга - Танга - (26,808 km²)
- Шињанга - Шињанга - (50,781 km²)